# Leonardo da Pistoia (monaco)
Leonardo da Pistoia (detto anche Leonardo il Macedone) (Pistoia, ... – Milano, ...; fl. XV secolo) è stato un monaco cristiano italiano vissuto nel XV secolo.
Durante un viaggio a Costantinopoli, nel 1459, nella regione della Macedonia, scoprì il Corpus Hermeticum, un testo sacro in greco, attribuito a Ermete Trismegisto.

## Biografia
Leonardo fu monaco e scrittore della corte dei Medici; fu incaricato da Cosimo de' Medici di reperire per suo conto antichi manoscritti in lingua greca e latina. 
Durante un viaggio in Macedonia e nella regione di Costantinopoli, scoprì quattordici libri del Corpus Hermeticum, un testo greco attribuiti a Ermete Trismegisto. Il manoscritto scoperto da Leonardo era la copia originale appartenuta a Michele Psello, risalente all'XI secolo. 
Ritornato a Firenze, il monaco consegnò il Corpus Hermeticum a Cosimo de' Medici, che non più tardi del 1463 incaricò Marsilio Ficino di tradurlo dal greco al latino. 
Il Corpus Hermeticum rappresentò la fonte di ispirazione del pensiero ermetico e neoplatonico
rinascimentale e dell'ermetismo filosofico. Oggi è conservato nella Biblioteca Medicea Laurenziana di Firenze.